# Agostina Belli
Pour les articles homonymes, voir Belli.
Agostina Belli, de son vrai nom Agostina Maria Magnoni, est une actrice italienne née le 13 avril 1947 à Milan (Lombardie). Vedette du cinéma italien des années 1970, ses prestations dans les films de Dino Risi Parfum de femme et La Carrière d'une femme de chambre lui ont valu une reconnaissance internationale.

## Biographie

### Mariuccia de Giambellino
Agostina naît en 1947 dans une famille modeste de la capitale lombarde. Elle est la fille de Domenico Magnoni, un petit artisan, et d'Adele Margherita Dossena qui tient une pension Via Copernico, près de la gare centrale de Milan. Elle grandit avec sa sœur Armida dans le quartier populaire de Giambellino. Dans un contexte social difficile, la petite Mariuccia doit très tôt se forger un solide caractère et apprendre la débrouillardise. Elle a treize ans quand ses parents se séparent. Elle choisit de vivre auprès de son père dont elle restera très proche toute sa vie durant,. Après des études de secrétaire, elle devient l'assistante du chef du personnel du grand magasin milanais La Rinascente. Mais son tempérament s’accommode mal à la subordination et à la discipline et, après moins de trois ans, elle quitte son emploi.

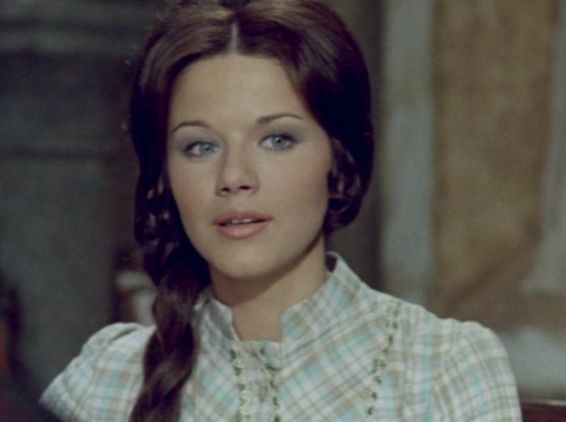
Agostina Belli dans Angeli senza paradiso (1970).

Elle devient alors vendeuse d'encyclopédies en porte-à-porte, une activité qui correspond mieux à son besoin d'indépendance. La jeune femme se rêve alors danseuse professionnelle et c'est presque par hasard que le cinéma vient à sa rencontre. Elle apprend par une amie que Carlo Lizzani cherche des figurants pour un prochain film qui doit être tourné dans sa ville. C'est munie d'une simple photo d'identité qu'elle se présente au réalisateur qui éclate de rire devant sa naïveté et l'incite à faire d'autres clichés, plus professionnels. Avec ou sans « book », celui-ci ne manque pas de remarquer sa beauté et lui donne un petit rôle d'otage, aux côtés de Gian Maria Volonté, dans Bandits à Milan qui sort sur les écrans en 1968. Agostina Belli est née.

### Les premiers succès
Après quelques petites participations, Agostina Belli accède à des rôles plus consistants. Mais au moment où sa carrière semble décoller, elle est victime d'un accident de la route qui la contraint à une longue et pénible convalescence,. En février 1970, l'horreur et la tragédie s'invitent dans la vie privée de l'actrice qui doit faire face à la mort de sa mère, assassinée dans des circonstances aujourd'hui encore non élucidées,,. Et c'est dans le cinéma d'horreur qu'elle connaît ses premiers succès. On la voit successivement dans Le Monstre du château de José Luis Merino, dans le giallo Journée noire pour un bélier de Luigi Bazzoni et dans La Nuit des diables de Giorgio Ferroni. Sa présence, en 1972, dans la distribution du film Barbe-Bleue d'Edward Dmytryk lui apporte une visibilité internationale. Elle y interprète, avec un mélange de candeur et de sensualité qui sera souvent utilisé par les réalisateurs, une des huit victimes du terrible baron incarné par Richard Burton.
Sur le tournage de La Tour du désespoir, l'année suivante, elle fait la connaissance de l'acteur norvégien Fred Robsahm qui partagera sa vie pendant une quinzaine d'années,. Le film, dans lequel elle tient pour la première fois le rôle principal, rencontre le succès. On la voit aussi dans une comédie musicale, Ma che musica maestro (it). Elle apparaît méconnaissable, aux côtés de Giancarlo Giannini dans Mimi métallo blessé dans son honneur, une comédie sociale saluée par la critique qui lui permet de montrer une nouvelle facette de son talent. Puis on la retrouve en 1973 avec Oliver Reed et Fabio Testi dans Revolver, un poliziottesco politique de Sergio Sollima.

### Politique, érotisme et comédie

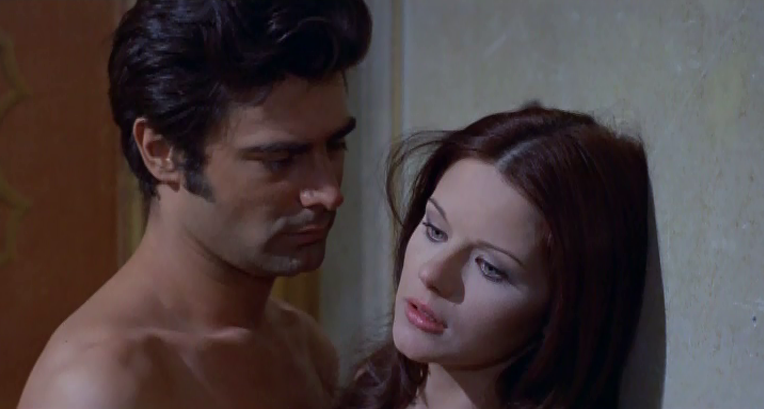
Gianni Macchia et Agostina Belli dans Quand l'amour devient sensualité (1973).

La politique n'est pas la seule préoccupation du cinéma italien et, comme ailleurs en Europe au début des années 1970, l'érotisme s'invite sur les écrans italiens. En 1972, Lucio Fulci propose un cocktail explosif avec Obsédé malgré lui qui met en scène un politicien obsédé sexuel interprété par Lando Buzzanca et dénonce les relations entre le pouvoir, l'église, l'armée et la maffia. Le film fait scandale, est retiré de l'affiche puis ressort amputé par la censure. Elle côtoie au générique Francis Blanche, et, pour l'unique fois de sa carrière, Laura Antonelli. Apparaissant souvent dévêtue à l'écran, Agostina Belli ne tarde pas à rejoindre son aînée au premier rang des icônes sexy du cinéma italien avec des films comme Quand l'amour devient sensualité ou  Un parfum d'amour. L'année 1972 est aussi marquée par le début de sa collaboration avec le cinéaste Pasquale Festa Campanile qui la dirige dans La calandria, une production typique de la comédie érotique à l'italienne. Le réalisateur, spécialiste de la satire des mœurs, lui permet de montrer toute sa « vis comica »  dans En 2000, il conviendra de bien faire l'amour en 1975 avec Eleonora Giorgi, puis dans Cara sposa en 1977 avec Johnny Dorelli, un film où se mêlent férocité et tendresse.
Comédienne reconnue, Agostina Belli ne dédaigne pas pour autant le cinéma populaire et tourne Le tapis hurle avec Aldo Maccione ou des films légers comme Deux Cœurs et une chapelle. Elle assume aussi parfaitement son image de « sex-symbol » et pose pour le magazine Playmen en septembre 1973 et pour l'édition italienne de Playboy en mars 1972 et mars 1976.

### Le temps de la consécration

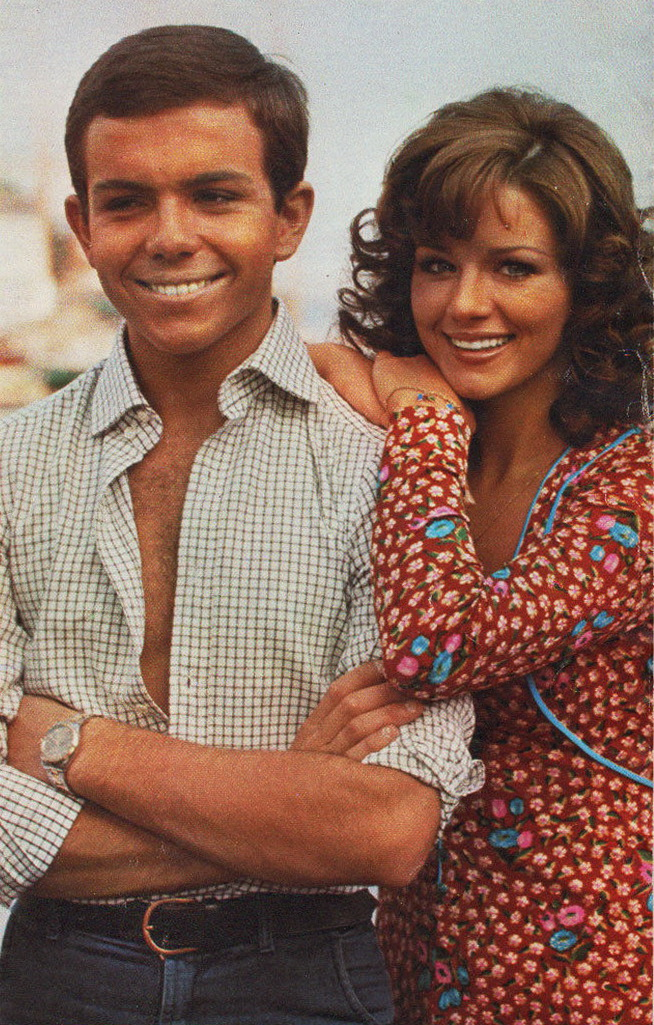
Alessandro Momo et Agostina Belli dans Parfum de femme (1974).

Si beaucoup de réalisateurs découvrent assez complaisamment le corps de la belle, beaucoup aiment aussi à recouvrir de larmes ses jolis yeux bleus. Le mélodrame Les Dernières Neiges de printemps obtient un beau succès en Italie en 1973 et l'impose comme actrice dramatique. Mais le film ne dépasse guère les frontières du pays. Des larmes, Dino Risi en fait couler sur le visage d'une Sara lumineuse sous le ciel de Naples. Les spectateurs sortent leurs mouchoirs et font, comme les critiques, un excellent accueil à Parfum de femme qui sort fin 1974. La performance unanimement saluée de Vittorio Gassman  qui tient un rôle à sa mesure n'écrase nullement la prestation de l'actrice qui accède à la reconnaissance internationale. Risi lui confie ensuite le rôle de Marcella, protagoniste de  La Carrière d'une femme de chambre. Le film est fraîchement accueilli en Italie mais vaut tout de même a sa principale interprète de recevoir un David di Donatello spécial. Elle tourne maintenant essentiellement dans des coproductions internationales et donne la réplique à des comédiens de premier plan. On la voit ainsi dans les bras de Kirk Douglas dans Holocauste 2000, un thriller dans la veine de La Malédiction. Elle est aussi a l'affiche de deux productions franco-italiennes : Enquête à l'italienne, un film policier réalisé par Steno avec Marcello Mastroianni, Ursula Andress et Jean-Claude Brialy et L'Enfant de nuit de Sergio Corbucci avec Stefano Satta Flores et Jean-Claude Bouillon. Elle y interprète avec conviction le rôle d'une mère qui ne peut se résoudre à la disparition de son fils.

### Une carrière française
La première expérience de travail avec un metteur en scène français arrive très tôt dans la carrière d'Agostina Belli grâce à Yves Boisset qui lui confie un petit rôle en 1970 dans Cran d'arrêt. Elle y joue la petite amie du héros interprété par Bruno Cremer. Elle revient à Paris en 1975, auréolée de son nouveau statut de vedette, donner la réplique à Philippe Noiret et Jean-Louis Trintignant  dans Le Jeu avec le feu d'Alain Robbe-Grillet. Sylviane Margollé et Béatrice Delfe lui prêtent leurs voix pour le doublage français de plusieurs de ses films. En 1976, elle tourne Le Grand Escogriffe, une comédie de Claude Pinoteau avec pour partenaires Yves Montand et Claude Brasseur. La même année elle retrouve Yves Boisset sur le tournage de Un taxi mauve. Elle y est entourée d'une distribution prestigieuse rassemblant Charlotte Rampling, Philippe Noiret, Peter Ustinov et Fred Astaire. Au tournant des années 1980, elle se fait plus rare au cinéma et partage son activité professionnelle entre les deux côtés des Alpes. Après quatre ans d'absence sur grand écran, on la retrouve en 1982 dans La Guérilléra, un film historique de Pierre Kast avec Jean-Pierre Cassel et Maurice Ronet, mais celui-ci ne rencontre guère d'écho. En 1984, elle est aux côtés de Brigitte Fossey, d'Emmanuelle Béart et de Fernando Rey dans Un amour interdit. En 1979, elle fait une apparition amicale dans un documentaire consacré par la télévision française à Vittorio Gassman. On la revoit sur le petit écran en 1983, avec Michel Constantin, dans un téléfilm dirigée par Philippe Ducrest pour TF1 puis en 1989 dans la série L'Agence réalisé par Jean Sagols.

### Retour à l'italienne

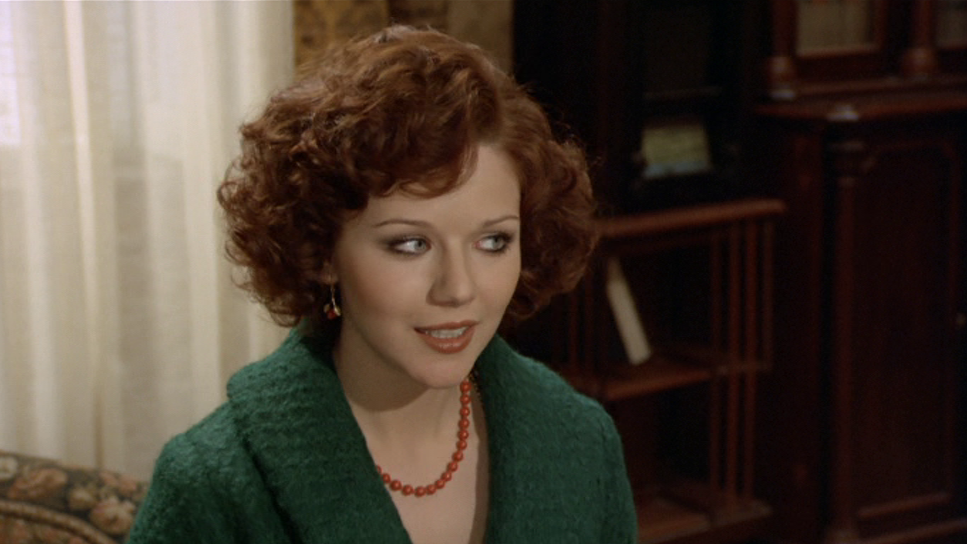
Agostina Belli dans Le tapis hurle (1974).

Elle montre encore ses talents, comiques en 1982 dans Vai avanti tu che mi vien da ridere (it), ou dramatiques dans Torna en 1984 et amorce une carrière sur le petit écran, avant de disparaître à nouveau puis de revenir en 1987 pour une poignée de films « alimentaires » dont le film de science-fiction L'Étranger de l'espace (1988) de Mario Gariazzo. Au cours des années 1990, elle apparaît ponctuellement à la télévision avant de se retirer en 1996. L'actrice, qui veille depuis toujours au respect de sa vie privée et se tient à l'écart des mondanités et du tumulte de la ville, donne peu d'explication sur les motivations de ces allers-retours. Elle a toutefois fait part de sa douleur de ne pas pouvoir devenir mère ainsi que de son intense quête spirituelle qui la conduit à s'intéresser aux phénomènes surnaturels, à la parapsychologie, ainsi qu'aux philosophies orientales.
L'année 2006 marque son retour sur grand écran avec le film Uno su due. En 2007, elle fait une brève apparition dans Natural Born Star, un documentaire consacré à son ex-mari Fred Robsham dont elle est séparée depuis près de vingt ans. L'année suivante, elle tourne Amore che vieni, amore che vai (it). Même si elle doute de l'accueil du public qui la retrouve changée après une décennie d'éclipse, elle se dit à nouveau attirée par un cinéma italien qui connaît un véritable regain de créativité. Enfin, en 2010, elle participe à Vittorio racconta Gassman: Una vita da mattatore qui rend hommage à son grand partenaire.
En 2008, elle vivait encore près de Rome, dans sa maison sur les rives du lac de Bracciano, avec son compagnon, beaucoup d'animaux, toujours sans enfant et toujours avec son père.

## Filmographie

### Cinéma

#### Longs métrages
- 1968 : Bandits à Milan (Banditi a Milano) de Carlo Lizzani : l'otage
- 1969 : Il terribile ispettore (it) de Mario Amendola : Giorgina Lorenzi
- 1969 : Faccia da schiaffi (it) d'Armando Crispino :
- 1970 : Cran d'arrêt d'Yves Boisset : Mara, la petite amie de Lamberti
- 1970 : Dans l'enfer de Monza (Formula 1 - Nell'Inferno del Grand Prix) de Guido Malatesta : Lisa
- 1970 : Angeli senza paradiso de Ettore Maria Fizzarotti : Marta
- 1970 : Le Monstre du château (Il castello dalle porte di fuoco) de José Luis Merino : Cristiana
- 1971 : Ma che musica maestro (it) de Mariano Laurenti : Giulietta Ciova
- 1971 : Journée noire pour un bélier (Giornata nera per l'ariete) de Luigi Bazzoni : Giulia
- 1972 : La calandria de Pasquale Festa Campanile : Fulvia
- 1972 : Sans famille, sans le sou, en quête d'affection (Senza famiglia, nullatenenti cercano affetto) de Vittorio Gassman : Giovanna
- 1972 : Mimi métallo blessé dans son honneur (Mimì metallurgico ferito nell'onore) de Lina Wertmüller : Rosalia Capuzzo in Mardocheo
- 1972 : Obsédé malgré lui (Nonostante le apparenze... e purché la nazione non lo sappia... All'onorevole piacciono le donne) de Lucio Fulci : Sœur Brunhilde
- 1972 : Barbe-Bleue (Bluebeard) d'Edward Dmytryk et Luciano Sacripanti (de) : Caroline
- 1972 : La Nuit des diables (La notte dei diavoli) de Giorgio Ferroni : Sdenka
- 1973 : La Tour du désespoir (Sepolta viva) d'Aldo Lado : Christine
- 1973 : Quand l'amour devient sensualité (Quando l'amore è sensualità) de Vittorio De Sisti : Erminia
- 1973 : Baciamo le mani de Vittorio Schiraldi (it) : Mariuccia Ferrante
- 1973 : La Poursuite implacable (Revolver) de Sergio Sollima : Anna Cipriani
- 1973 : Les Dernières Neiges de printemps (L'ultima neve di primavera) de Raimondo Del Balzo : Veronica
- 1974 : Un parfum d'amour (Virilità) de Paolo Cavara : Cettina
- 1974 : Il lumacone de Paolo Cavara : Elisa
- 1974 : La Gouvernante de Giovanni Grimaldi : Jana
- 1974 : Parfum de femme (Profumo di donna) de Dino Risi : Sara (VF : Sylviane Margollé)
- 1975 : Deux Cœurs et une chapelle (Due cuori, una cappella) de Maurizio Lucidi : Claudia Giliberti
- 1975 : En 2000, il conviendra de bien faire l'amour (Conviene far bene l'amore) de Pasquale Festa Campanile : Francesca De Renzi
- 1975 : Le Jeu avec le feu d'Alain Robbe-Grillet : Maria, la servande des Saxe
- 1975 : Le tapis hurle (Il piatto piange) de Paolo Nuzzi (it) : Ines
- 1976 : La Carrière d'une femme de chambre (Telefoni bianchi) de Dino Risi : Marcella Valmarin
- 1976 : Le Grand Escogriffe de Claude Pinoteau : Amandine (VF : Martine Sarcey)
- 1977 : Un taxi mauve d'Yves Boisset : Anne Taubelman
- 1977 : Cara sposa de Pasquale Festa Campanile : Adelina
- 1977 : Holocauste 2000 (Holocaust 2000) d'Alberto De Martino : Sara Golan (VF : Béatrice Delfe)
- 1977 : Enquête à l'italienne (Doppio delitto) de Steno : Teresa Colasanti (VF : Béatrice Delfe)
- 1978 : L'Enfant de nuit (Enfantasme) de Sergio Gobbi : Claudia Lanza (VF : Béatrice Delfe)
- 1979 : Violence à Manaos (Manaos) d'Alberto Vázquez-Figueroa : Claudia
- 1982 : Vai avanti tu che mi vien da ridere (it) de Giorgio Capitani : Andrea Maria Ritter
- 1982 : La Guérilléra de Pierre Kast : Caterina (VF : Béatrice Delfe)
- 1984 : Torna (it) de Stelvio Massi : Angela
- 1984 : Un amour interdit de Jean-Pierre Dougnac : Zaveria
- 1987 : La Dernière Étreinte (Una donna da scoprire) de Riccardo Sesani : Michela
- 1987 : Soldati - 365 all'alba (it) de Marco Risi : Anna Fili
- 1988 : L'Étranger de l'espace (Fratello dello spazio) de Mario Gariazzo : Jenny
- 1989 : Happy end de Milos Radovic :
- 1992 : L'urlo della verità (it) de Stelvio Massi :
- 2006 : Uno su due d'Eugenio Cappuccio (it) : Elena, la mère de Tresy
- 2008 : Amore che vieni, amore che vai (it) de Daniele Costantini (it) : Lina, la mère de Carlo

#### Images d'archives
- 1974 : Il figlio della sepolta viva (it) de Luciano Ercoli : Christine (images extraites de La Tour du désespoir (Sepolta viva).)

#### Documentaires
- 2007 : Natural Born Star documentaire d'Even Benestad : Elle-même
- 2010 : Vittorio racconta Gassman: Una vita da mattatore documentaire de Giancarlo Scarchilli : Elle-même

### Télévision

#### Fictions
- 1972 : Madigan (épisode : Enquête à Naples) : Concetta
- 1983 : On ne le dira pas aux enfants téléfilm de Philippe Ducrest : Béatrice
- 1984 : Vanità série télévisée : l'hôtesse
- 1984 : Varietà série télévisée : l'hôtesse
- 1989 : L'Agence de Jean Sagols
- 1993 : La famiglia Ricordi feuilleton télévisé en quatre épisodes de Mauro Bolognini
- 1995 : La voce del cuore (it) feuilleton télévisé en trois épisodes de Lodovico Gasparini (it) : Cristina
- 1996 : Favola (it) téléfilm de Fabrizio De Angelis : Elide

#### Documentaires
- 1979 : Portrait de Vittorio Gassman documentaire de Pierre Laforêt : Elle-même

## Distinctions
- 1974 : Maschera d'Argento pour Parfum de femme.
- 1974 : Grolla d'Oro (it) pour Parfum de femme.
- 1975 : Globo d'oro pour Il piatto piange.
- 1976 : David Speciale aux premiers David di Donatello pour La Carrière d'une femme de chambre.
- 1980 : Sagittario d'Oro
- 1986 : Premio De Curtis
- 1987 : Premio Personalità Europea

## Photographies
- 1972 : Playboy (Italie), mars 72
- 1972 : Playmen (Italie), décembre 72, (photos du film Barbe-Bleue)
- 1973 : Ciné-revue (France), 5 avril 73, n°14 (couverture)
- 1973 : Ciné-revue (France), 17 mai 73, n°20 (couverture)
- 1973 : Playmen (Italie), septembre 73
- 1975 : Play Lady (Espagne), avril 75, n°29
- 1975 : Ciné-revue (France), 22 mai 75, n°21 (couverture)
- 1975 : ¡Hola! (Espagne), décembre 75, nº 1633 (couverture)
- 1975 : Diez Minutos (Espagne), décembre 75, n°1269 (couverture)
- 1976 : Playboy (Italie), mars 76 (couverture)
- 1981 : Skorpio (it) (Italie), février 81 (couverture)